# 哈密黄耆
哈密黄耆（学名：Astragalus hamiensis）为豆科黄芪属的植物，为中国的特有植物。分布于中国大陆的内蒙古、新疆、甘肃等地，常生于戈壁滩上及近水的砂地，目前尚未由人工引种栽培。